# Melvin Laird
Melvin Robert Laird (Omaha, Nebraska, 1 de septiembre de 1922-Fort Myers, Florida, 16 de noviembre de 2016) fue un político estadounidense, secretario de Defensa de Estados Unidos entre 1969 y 1973.

## Primeros años
Nacido en Omaha, Nebraska. Se trasladó con su familia a Wisconsin. Graduado en Humanidades por el Carleton College en 1942. Durante la Segunda Guerra Mundial se alistó en las Fuerzas Armadas y sirvió en el Pacífico, recibiendo el Corazón Púrpura al final de la guerra.

## Congresista por Wisconsin (1953-1969)
De vuelta en Wisconsin, a la edad de 23 años entró en la Asamblea Estatal. Permaneció en la cámara estatal hasta su elección en 1952 para la Cámara de Representantes de Estados Unidos por el Partido Republicano, representando al 7º Distrito de Wisconsin. Fue reelegido en ocho ocasiones consecutivas -1954, 1956, 1958, 1960, 1962, 1964, 1966 y 1968- y fue elegido presidente del House Republican Conference, número tres en el liderazgo republicano en la Cámara. En 1964 presidió la plataforma de la Convención Nacional Republicana, celebrada en San Francisco.
En su etapa como congresista, Laird fue conocido por su trabajo tanto en política doméstica como en política de Defensa. Fue miembro destacado del Comité de Asignaciones y su carrera congresional le valió fama de halcón belicista. En la década de los 60 ue uno de los más notables críticos del Secretario de Defensa, Robert McNamara.

## Secretario de Defensa (1969-1973)
El recién elegido presidente Richard Nixon nombró a Melvin Laird para que fuera su Secretario de Defensa. Laird se rodeó de gente de confianza. Escogió como número dos a David Packard, fundador de la corporación de tecnología de la información Hewlett-Packard, empresa muy conectada con el Pentágono. Nada más asumir el cargo, organizó el Blue Ribbon Defense Panel, un panel encargado de elaborar más de 100 recomendaciones sobre la mejora de la organización y el funcionamiento del Departamento de Defensa.
A la vista de los problemas que habían tenido anteriores Secretarios con los mandos militares, Laird desarrolló un tipo de gestión conocida como "gestión participativa". Su idea fue fortalecer su poder de decisión, a la vez que descentralizaba responsabilidades relativas a la planificación de políticas y operaciones. Fue en realidad una inteligente maniobra para mejorar las relaciones con los mandos militares otorgándoles mayor poder operativo, para que a cambio estos, entusiasmados con los métodos de trabajo del Secretario, no vieran con malos ojos las importantes transformaciones que tenía previstas en su agenda.
Estas transformaciones consistieron en la reducción de las fuerzas militares estadounidenses en el extranjero, ayudando a los países pequeños a defenderse por sí mismos, por medio de concesiones de ayuda económica. Esto permitió a la Administración Nixon reducir el presupuesto militar norteamericano que había sido inflado durante la Administración Johnson. El personal militar total se redujo durante el periodo de Laird, de 3,5 millones en 1969 a 2,3 millones en 1973. Estos fuertes recortes en fuerzas convencionales, posibilitaron el desarrollo de nuevos sistemas de armamento estratégico como el bombardero B-1, el submarino nuclear Trident o los misiles de crucero.
Defensor de las respuestas prácticas y flexibles, Laird apoyó las conversaciones con la URSS que llevaron a al primer Tratado de Limitación de Armas Estratégicas (SALT I), lo que llevó a una moratoria de cinco años contra la extensión de los sistemas nucleares estratégicos, y el Tratado sobre Misiles Antibalísticos (ABM)para limitar el número de sistemas de misiles antibalísticos utilizados para defender ciertos lugares contra misiles con carga nuclear. Pero ante el temor de que Estados Unidos se quedara rezagado en la tecnología armamentística presionó para que se realizaran inversiones masivas en armas nucleares.

## Guerra de Vietnam
En 1968 Nixon hizo campaña en una plataforma crítica con la dirección de la Administración de Johnson de la guerra de Vietnam y prometió alcanzar "paz con honor". El Secretario Laird expuso el 3 de mayo de 1969 tres condiciones para ir sacando sus contingentes de Vietnam: un acuerdo sobre retirada mutua, una mejora de las fuerzas survietnamitas para que pudieran cargar con el mayor peso de la lucha, y una reducción sustancial del nivel de actividades del Vietcong y los norvietnamitas. Lo novedoso de su declaración estuvo en un pequeño agregado: "Es preciso que se cumplan las tres condiciones, o por lo menos cualquiera de ellas". 
Los observadores políticos coincidieron en considerar que esta concesión de Laird se acercaba bastante a un visto bueno a la retirada unilateral estadounidense, y que constituía un duro golpe para el gobierno de Saigón. Las circunstancias habían llevado a la Administración Nixon a una creciente flexibilidad, aunque no se abandonó del todo la línea dura: el 4 de mayo, la aviación estadounidense bombardeó sin tregua la zona desmilitarizada entre el Sur y el Norte.
En realidad la previsión de Melvin Laird era que la retirada de tropas estadounidenses se limitara a corto plazo a unas pocas decenas de miles de hombres prescindibles. Este retiro con cuentagotas serviría para presionar a Hanói en las conversaciones de paz de París, y resultaría muy provechoso para consumo interno, a fin de aplacar la opinión pública estadounidense, sin debilitar sustancialmente la potencia militar de Estados Unidos en Vietnam. Comenzó así la llamada "estrategia de vietnamización" que algunos verían solo como un intento de comprar tiempo hasta que las fuerzas survietnamitas fuesen capaces de enfrentar por sí mismas la guerra.
Aunque su programa de vietnamización podría interpretarse como un éxito, si uno considera el progreso de la retirada de la tropa, la implicación norteamericana en el conflicto llegó a ser aún más dramática durante la presidencia de Nixon que durante la de Johnson. La incursión en Camboya en mayo de 1970 para eliminar los santuarios norvietnamitas, el bombardeo renovado y el bloqueo de Vietnam del Norte mediante el minado de sus aguas jurisdiccionales no pudieron ocultar los problemas de Estados Unidos. Además las políticas de Nixon, así como la de administraciones anteriores, sufrieron un golpe adicional cuando, en junio de 1971, fueron publicados en la prensa los Papeles del Pentágono, una historia narrativa y documental altamente clasificada sobre la implicación de Estados Unidos en Vietnam entre 1945 y 1967.
El Pentágono se mostró implacable con los bombardeos para obligar a Hanói a sentarse a la mesa de negociaciones en París. Tras la retirada del Norte de las negociaciones se reanudaron los ataques aéreos para obligarlos a reincorporarse. Cuando lo hicieron se pretendió presentar esto como una victoria; pero lo cierto es que Hanói no cambió sustancialmente sus exigencias que obligaban, entre otras cosas, al Sur a no poder reconquistar territorio.
Todos los bombardeos cesaron el 15 de enero de 1973 y las hostilidades cesaron al día siguiente de la firma del acuerdo de paz en la Conferencia de París (27 de enero de 1973). El acuerdo, firmado solo 2 días antes de que Melvin Laird dejara de ser Secretario de Defensa, establecía la paulatina retirada de las fuerzas estadounidenses en un plazo de 60 días y el intercambio de prisioneros de guerra. A pesar de que después el tiempo demostraría que Vietnam del Sur no sería capaz de mantener el control de su zona territorial ni de mantener su independencia, Melvin Laird, como expresó en su informe final como Secretario de Defensa, abandonó su cargo satisfecho por haber desvinculado al Ejército estadounidense del conflicto.
Cesó como Secretario de Defensa el 29 de enero de 1973. No quiso continuar en el cargo en el segundo mandato de Nixon recordando que cuando llegó al Pentágono había prometido que no estaría más de cuatro años. A pesar de que nunca fue un hombre cercano al presidente, ni tuvo la presencia pública de otros secretarios anteriores como McNamara, está considerado como uno de los secretarios más decisivos. Se considera clave de su éxito su talento para entablar una asociación eficaz con los mandos militares, devolviendo a estos muchas de las responsabilidades que habían ido perdiendo en la década de 1960. Además de sus excelentes relaciones con el Congreso.

## Últimos años
Ya fuera de la administración, a finales de 1973 el presidente Nixon lo utilizó para convencer al vicepresidente Spiro Agnew de que dimitiera. También jugó un papel clave en promocionar para la vicepresidencia a Gerald Ford, de quien había sido compañero en la Cámara de Representantes durante 16 años. Cuando, tras la dimisión de Nixon el 9 de agosto de 1974 , Ford asumió la presidencia, la mayoría de los medios de comunicación colocaron a Melvin Laird como la más probable opción del presidente Ford para la vicepresidencia. Pero finalmente Ford escogió a Nelson Rockefeller.
Melvin Laird recibió en 1974 la Medalla Presidencial de la Libertad. Retirado de la política, fue miembro de los consejos de administración de corporaciones como American Express/IDS Mutual Funds Group, Phillips Petroleum Company, Northwest Airlines, Communications Satellite Corporation, Purolator Company o Metropolitan Life Insurance Company.